# Cospudener See
Il Cospudener See (a volte tradotto come Lago Cospuden) è un lago costruito artificialmente situato direttamente nella periferia meridionale di Lipsia, in Germania. Lipsia, Markkleeberg e Zwenkau hanno quote del lago che si trova sul sito di un'ex miniera a cielo aperto. Il lago è popolarmente noto come "Cossi", più raramente "Cospi", ed è diventato molto popolare tra la popolazione locale, con lunghe distese di spiagge sabbiose (alcuni indumenti facoltativi, seguendo la tradizione della Germania orientale dei bagni nudi pubblici) e con una sauna situata direttamente sul lago. C'è anche un piccolo porto turistico. Il lago fa parte del Mitteldeutsches Seenland (distretto dei laghi della Germania centrale).

## Storia del luogo

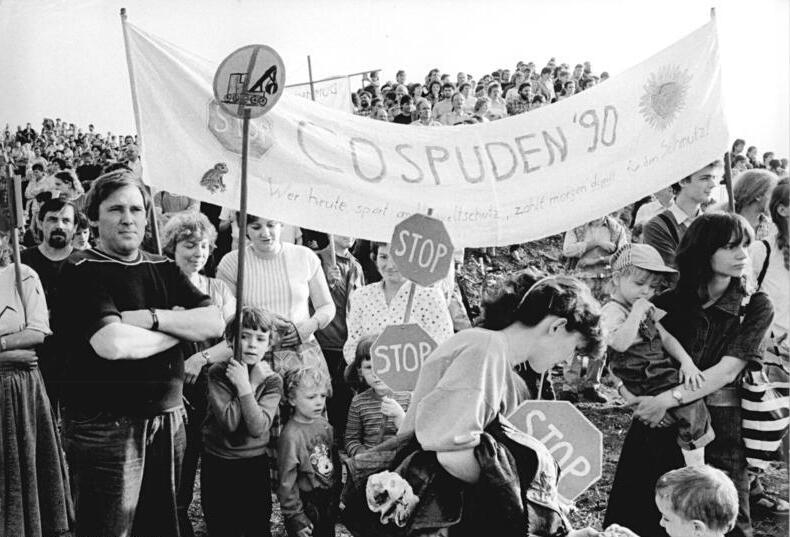
Protestando contro l'estrazione mineraria a cielo aperto Cospuden (1990)

Il nome deriva dal nome del proprietario del feudo (Rittergut) lì situato: Heinricus von Kozebude intorno al 1216. Successivamente il nome si evolse da Kozbude (1240), Kossebude (1350), Kossebode (1378), Kosworde (1564) a Kospuden nel 1875. Nel 1599 Otto von Dieskau costruì qui una cartiera. Divenne una borgata a cui fa riferimento Johann Sebastian Bach nella sua Cantata contadina scritta nel 1740. Nel 1875 Cospuden fu poi annessa al comune di Gautzsch, che a sua volta fu annesso a Markkleeberg dal 1934. La popolazione era di 54 abitanti nel 1871.
Nel 1974 Cospuden divenne una miniera di lignite a cielo aperto nel Bergbaurevier Südraum Leipzig (bacino minerario del Lipsia meridionale), i cui scavi e lo sfruttamento causarono notevoli danni ambientali. Verranno estratte 87 milioni di tonnellate di lignite. Qualche tempo dopo la Wende, il 11 gennaio 1990, è stato creato il collettivo Stoppt Cospuden. Circa 10.000 persone prenderanno parte alla manifestazione per la chiusura della miniera il 18 marzo 1990, che è stato efficace su 20 aprile.
Dal 1994 in poi, con l'afflusso di acqua piovana , di acqua di falda , di acqua proveniente dalle paludi vicine e di canali formati da altri laghi e stagni circostanti, la miniera si è gradualmente trasformata in uno stagno e poi in un lago. Nel 2000 l'acqua aveva raggiunto il suo livello stabile.
Ciò ha reso il lago Cospuden il primo lago minerario rimasto nel Neuseenland di Lipsia a poter essere riutilizzato. Il vantaggio temporale rispetto ad altri laghi, la vicinanza alla città e gli ottimi collegamenti di trasporto hanno portato alla creazione relativamente rapida di strutture ricreative all'avanguardia nei pressi del lago. In termini di portata, questi vanno ben oltre i servizi di riqualificazione prescritti dalla legge e anche oltre forme comparabili di utilizzo dei laghi residui, poiché il lago Cospuden è stato considerato un progetto modello per le possibilità di progettazione di un paesaggio post-minerario. Il finanziamento e la realizzazione dei piani sono stati conseguiti principalmente seguendo il motto Uomo-Natura-Tecnologia dell'Expo 2000, a cui il lago Cospuden ha partecipato come contributo decentrato della città di Lipsia. Questo era al centro del contributo "uso del paesaggio - manutenzione del paesaggio". L'Expo è stata l'opportunità e la forza trainante per la rivitalizzazione del sito minerario a cielo aperto di Cospuden.

## Utilizzo attuale
Il lago è in fase di sviluppo per diventare l'area ricreativa preferita a sud di Lipsia, con la realizzazione di diverse spiagge artificiali a nord e a est, un piccolo porto turistico (lo Zörbigker Hafen) a est, verso Markkleeberg, e rive più boscose a ovest e a sud. Accanto al porto è stata costruita una sauna e un campo da golf. Gli sport acquatici più praticati sono la vela, il windsurf e il kitesurf. E il percorso asfaltato che costeggia il lago per 10,6 km è utilizzato, oltre che dai camminatori, anche da molti ciclisti e pattinatori. L'intera area è una riserva naturale, dove è vietato campeggiare, accendere fuochi o guidare veicoli a motore. A sud-ovest del lago Cospuden si trova il parco divertimenti Belantis. Tra il parco divertimenti e il lago si trova una torre di osservazione pubblica alta 35 metri, la Bistumshöhe, su una collinetta.

## Galleria d'immagini

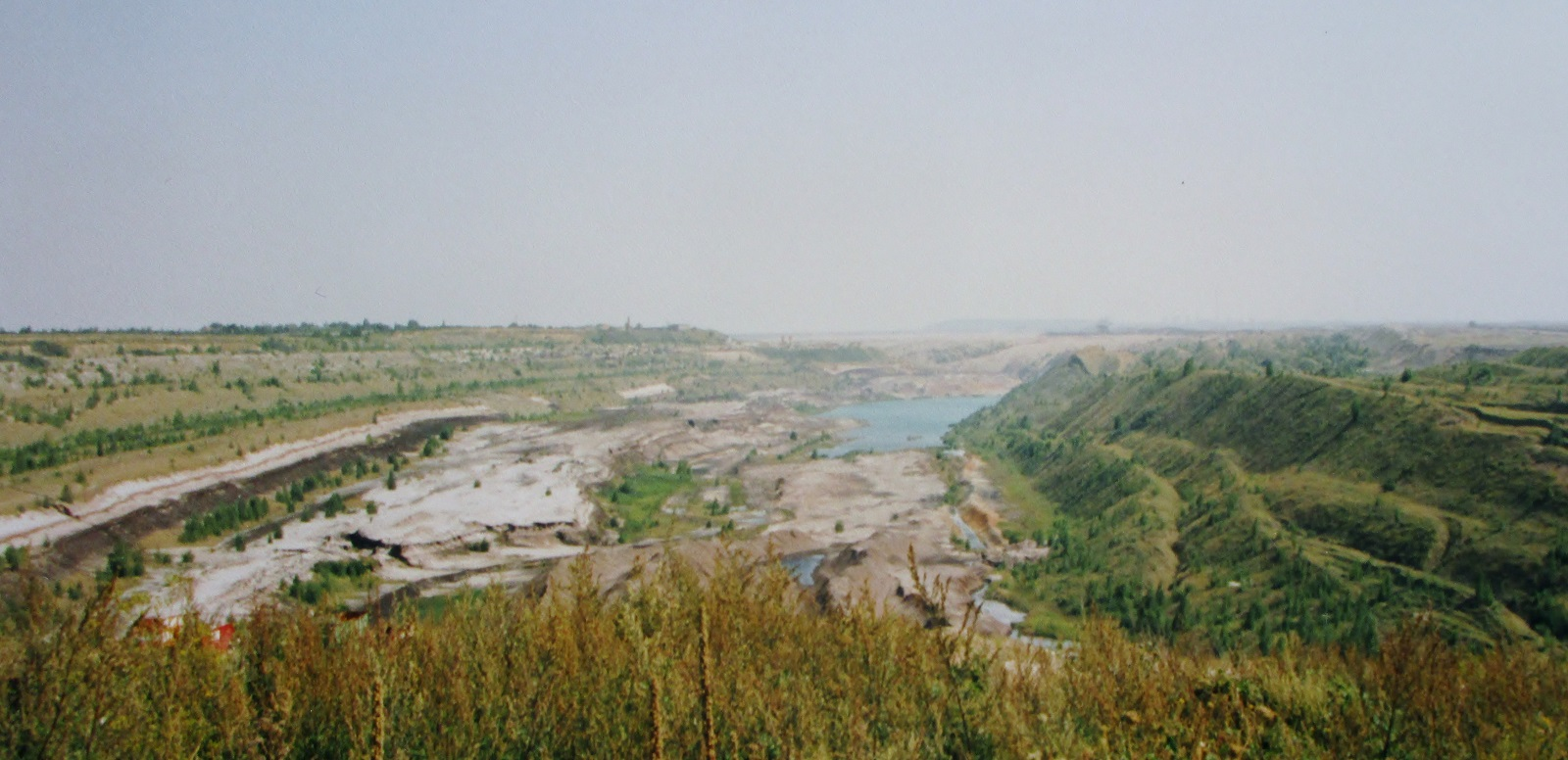
Miniera di lignite a cielo aperto Cospuden nel luglio 1993, oggi: Lago Cospuden. (Direzione di visualizzazione verso sud)
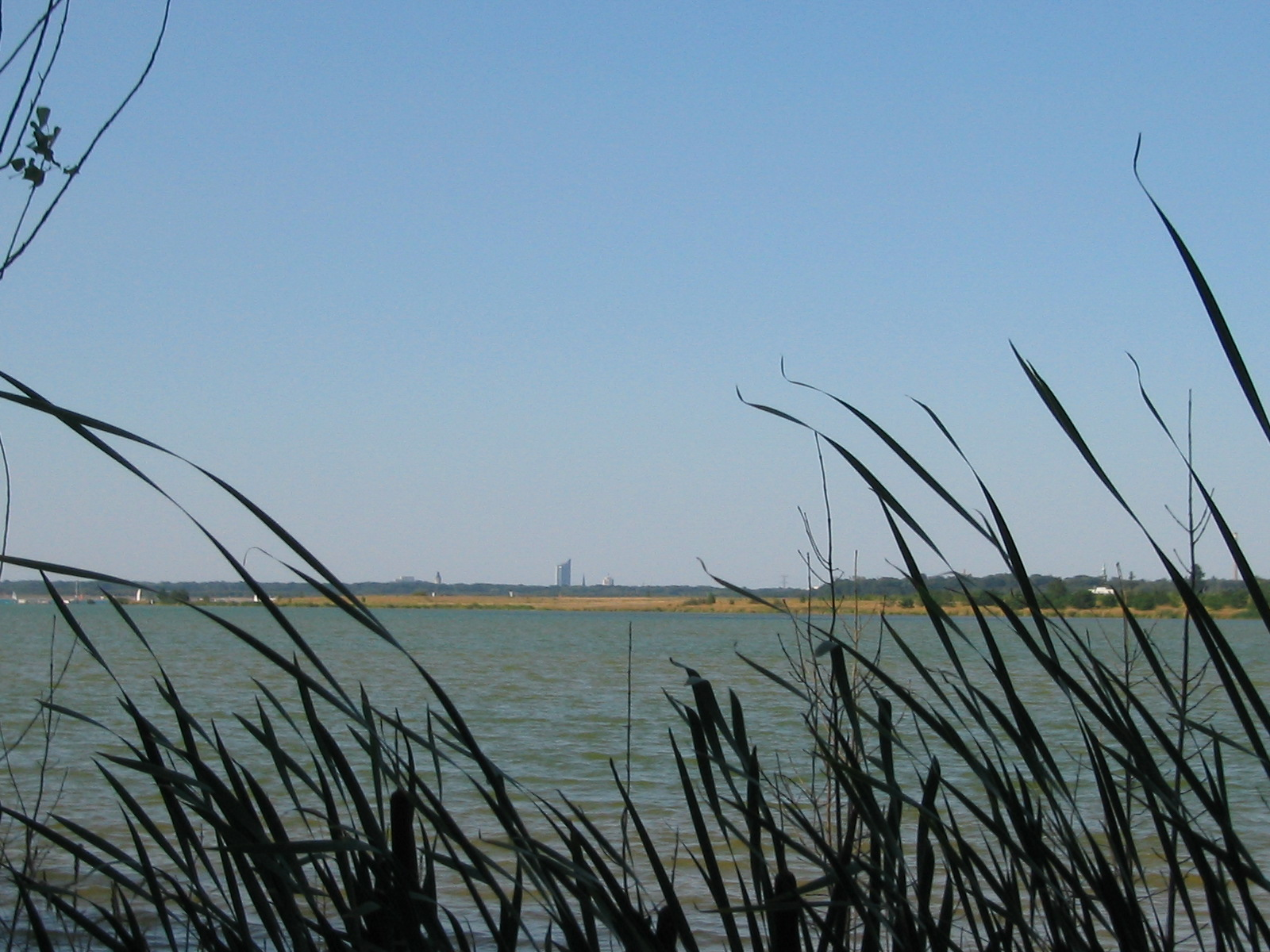
Lago Cospuden oggi. Vista in direzione nord con le torri di Lipsia sullo sfondo
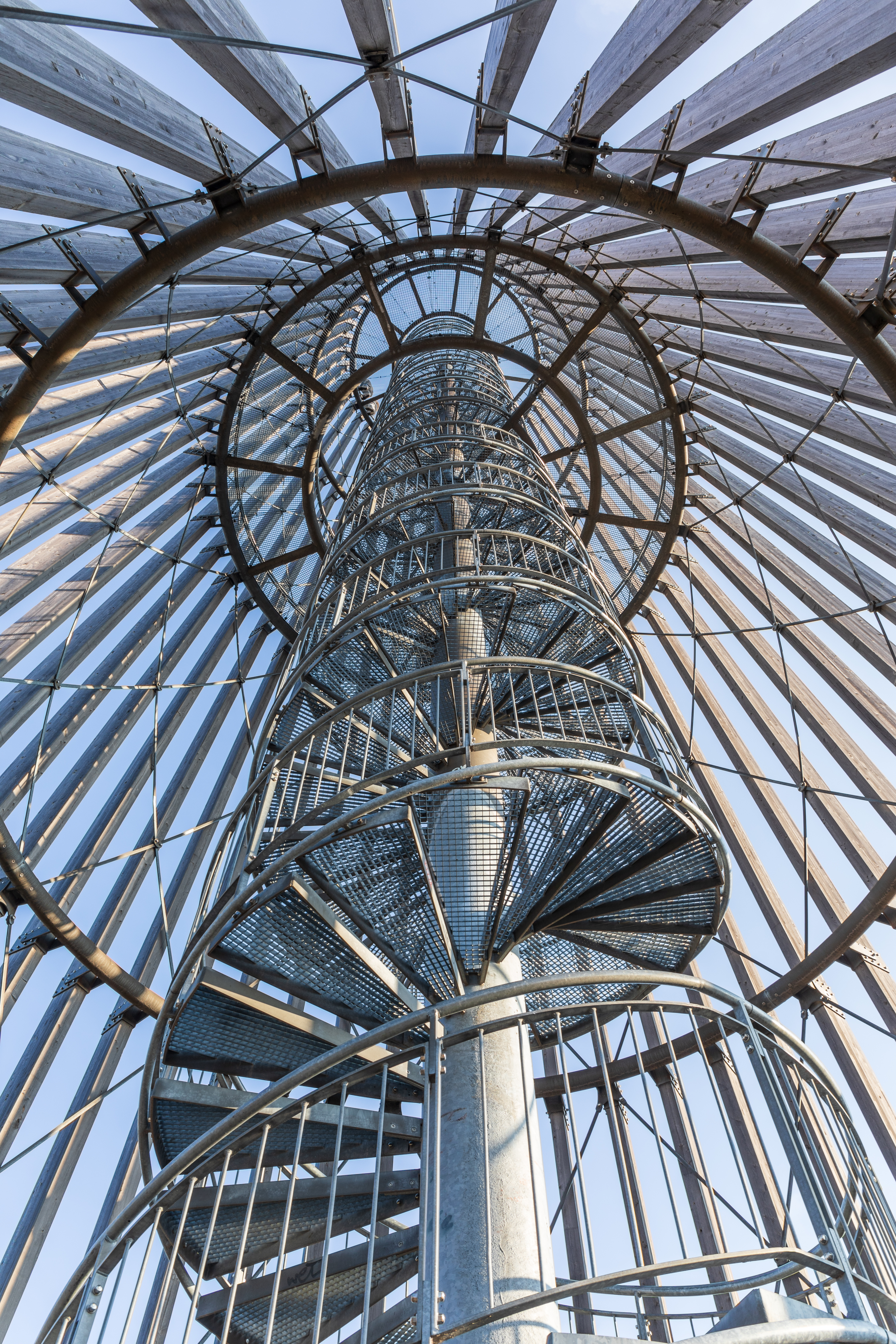
All'interno della torre di osservazione Bistumshöhe (2019)
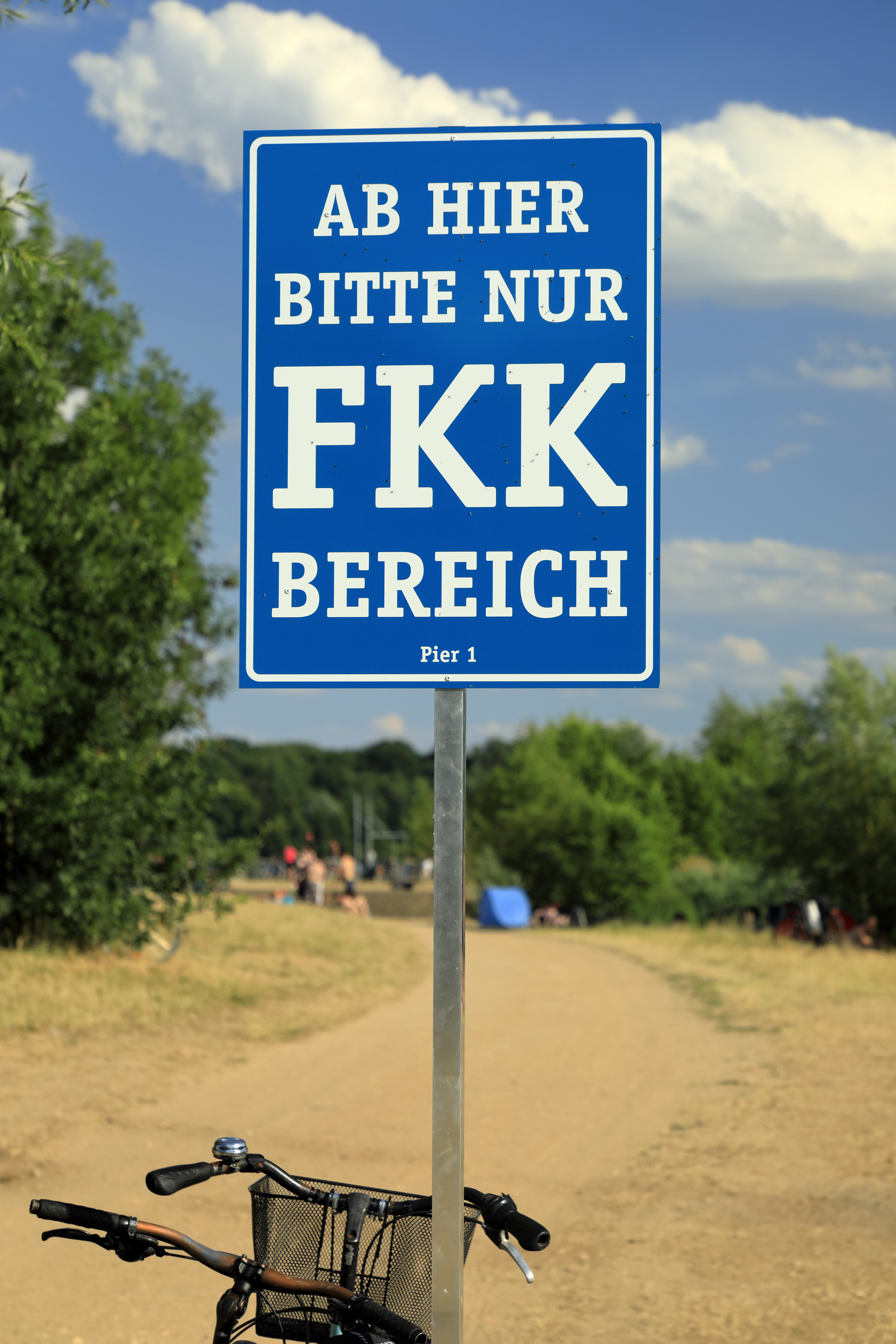
Segnavia: Da qui solo bagni nudi in pubblico (FKK)
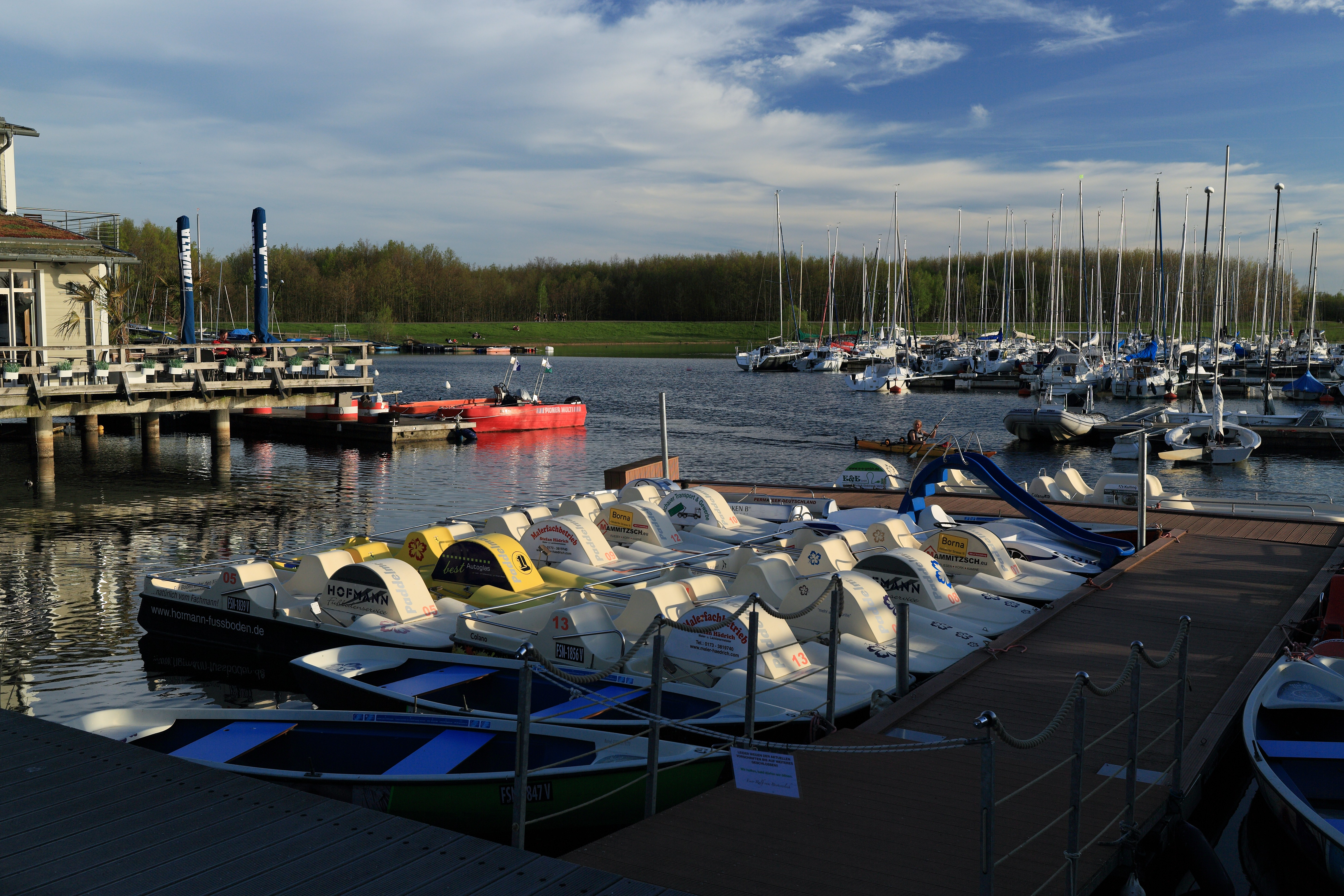
Porto turistico Zöbigker
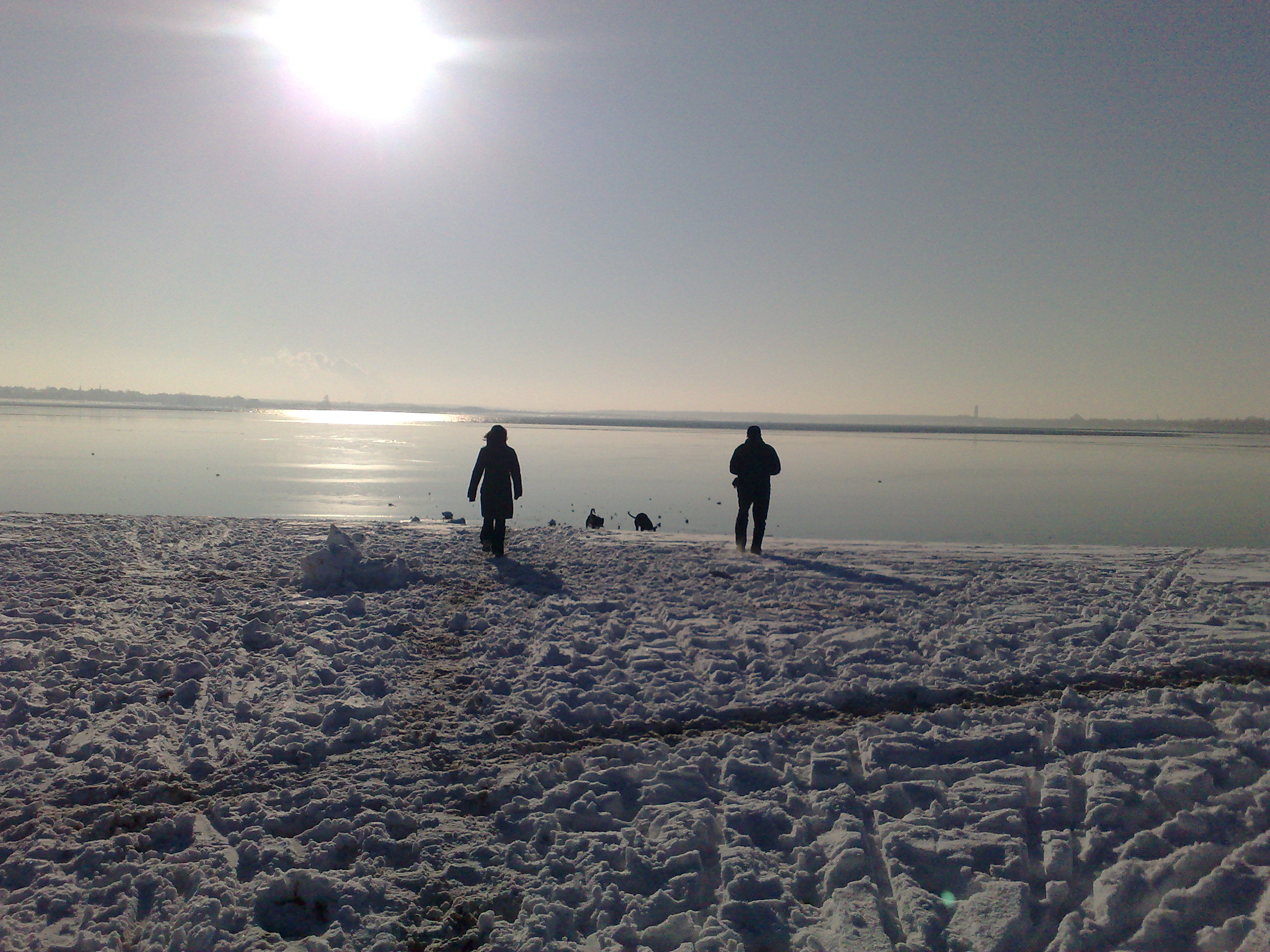
Cospudener See in inverno

## Onori
Nel 2003, il progetto Lipsia. A Second Nature Landscape Cospuden era nella rosa dei candidati del Premio dell'Unione Europea per l'Architettura Contemporanea - Premio Mies van der Rohe.